# Papa Stronsay
Papa Stronsay (staronord. Papey Minni – pol. mała wyspa mnichów) – szkocka wyspa w archipelagu Orkady, położona w pobliżu większej wyspy Stronsay.

## Geografia
Powierzchnia wyspy wynosi 74 hektary, jej wysokość nad poziomem morza sięga 13 metrów.

## Historia
Pierwsi eremici mieli przybyć na Papa Stronsay w VI w. W rozdziale osiemnastym Sagi o Orkadach opisano dokonane na wyspie w 1046 r. zabójstwo Rögnvalda Brusasona.
Nie jest znany dokładny czas ustania aktywności mnichów na wyspie, możliwe że pierwotny klasztor przestał działać w wieku XVI.
Przed II wojną światową na Papa działał przemysł rybny.
31 Maja 1999 roku wyspę za 200 tys. funtów kupiło tradycyjnie katolickie zgromadzenie Redemptorystów Zaalpejskich. Zakup był możliwy dzięki przeprowadzonej zbiórce środków. Zakonnicy wybudowali klasztor Golgoty a w roku 2012 wspólnota została kanonicznie rozpoznana przez biskupa Aberdeen, prowadzą gospodarstwo rolne.
Według szkockiego spisu ludności, w 2001 r. na Papa Stronsay mieszkało dziesięć osób. W roku 2023 pod oświadczeniem zgromadzenia podpisało się 22 zakonników przydzielonych do klasztoru na wyspie.

## Zabytki
Prace archeologiczne na wyspie prowadzone w roku 1998 doprowadziły do odkopania ruin kaplicy św. Mikołaja, pochodzącej z XII w., jak również do odkrycia w tym samym miejscu pozostałości po budowli z VIII w., będącej prawdopodobnie jeszcze starszym piktyjskim kościołem. Przypuszczenie co do charakteru tego budynku opiera się m.in. na odnalezieniu kawałka zielonego polerowanego porfiru, który mógł być użyty np. do ozdoby ołtarza.

## Galeria

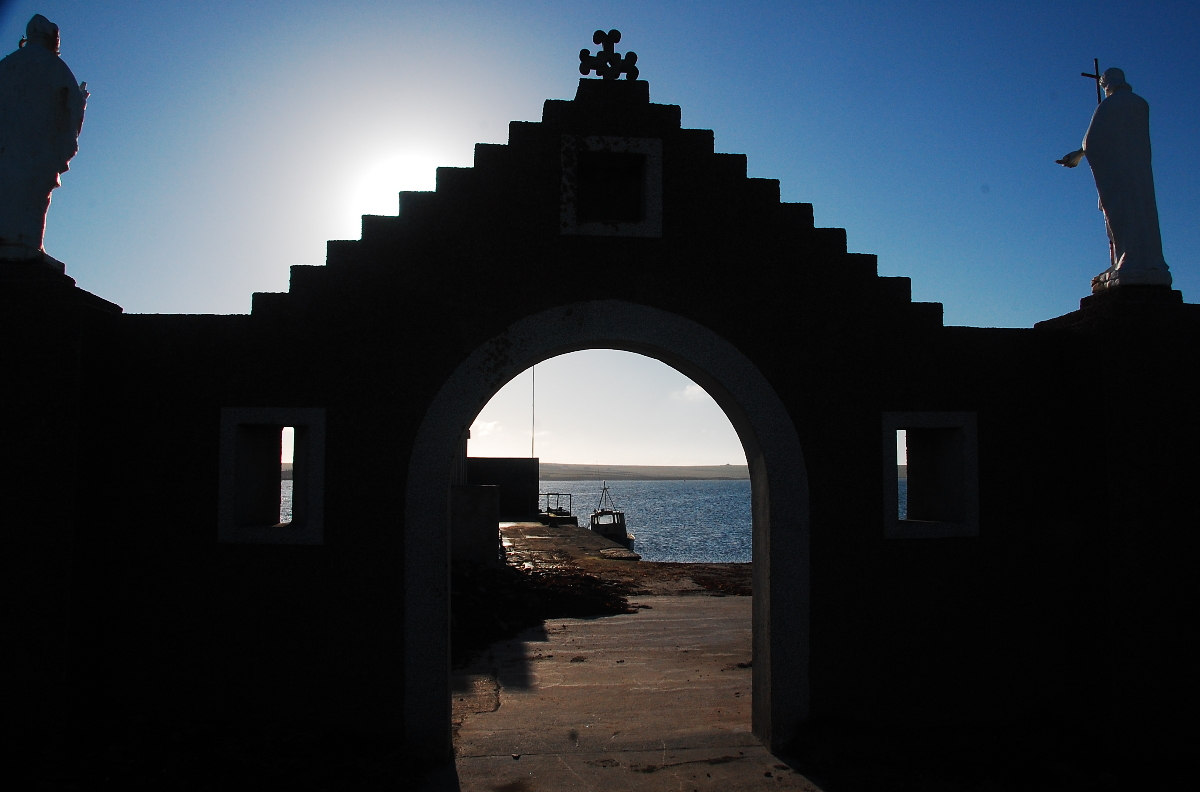
Brama klasztorna
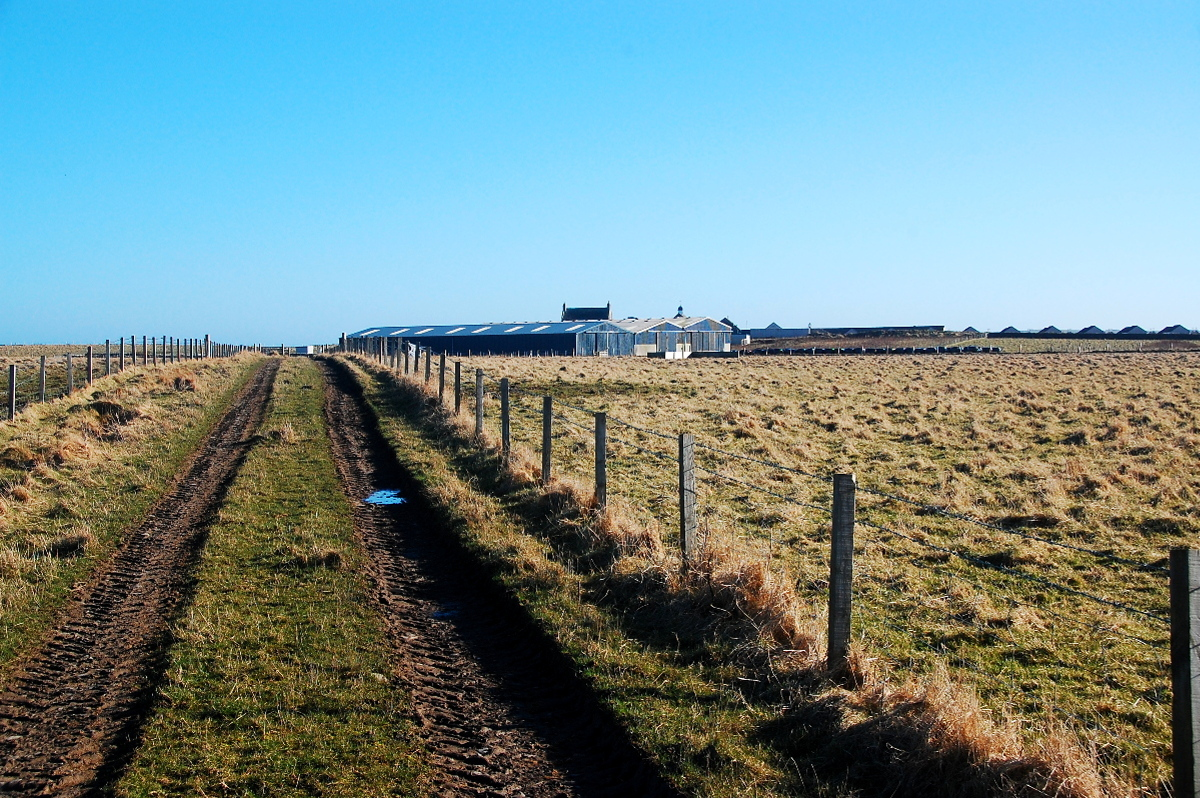
Gospodarstwo
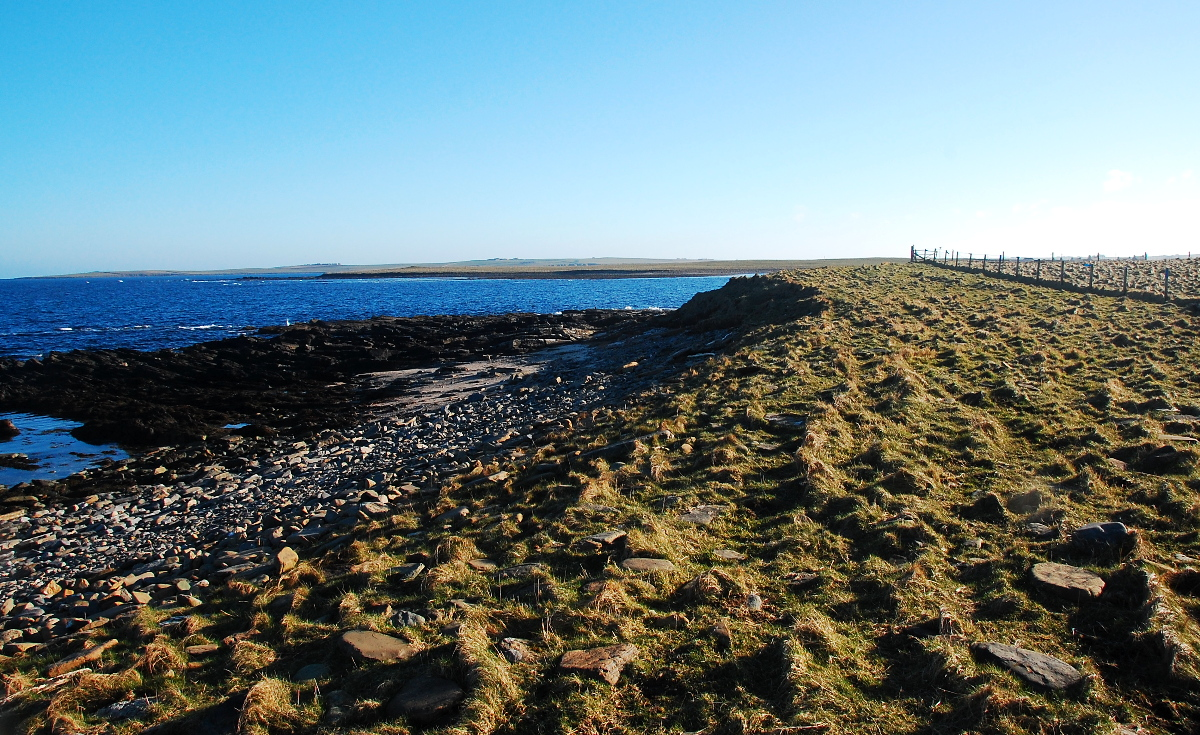
Wybrzeże wyspy
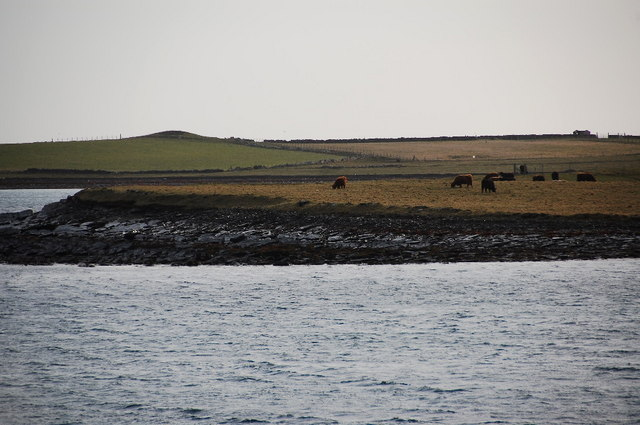
Pastwisko